# (3106) Morabito
(3106) Morabito es un asteroide perteneciente al cinturón de asteroides, descubierto el 9 de marzo de 1981 por Edward Bowell desde la Estación Anderson Mesa (condado de Coconino, cerca de Flagstaff, Arizona, Estados Unidos).

## Designación y nombre
Designado provisionalmente como 1981 EE. Fue nombrado Morabito en honor a la astrónoma estadounidense canadiense Linda A. Morabito descubridora de la actividad volcánica en Io.